# Force ouvrière
Ne doit pas être confondu avec Lutte ouvrière.
 (janvier 2021).
Force ouvrière ou FO — nom usuel de la Confédération générale du travail - Force ouvrière (CGT-FO), qui témoigne de ses origines cégétistes — est une confédération syndicale française, créée en 1947.
Après des tensions qui sont montées dès la « bataille du charbon » de l'année 1946 puis les grèves de 1947 en France, la tendance « réformiste » (non communiste) minoritaire de la CGT fait scission et crée FO avec le soutien financier indirect de la CIA (qui souhaite affaiblir la CGT communiste).
Troisième organisation syndicale en importance, derrière la CFDT et la CGT, FO a recueilli, sur la période 2005-2006, 12,7 % des voix aux élections professionnelles et 15,81 % aux élections prud'homales de 2008. La mesure publiée en mars 2017, à la suite des élections professionnelles tenues de 2013 à 2016, donnent à FO un poids absolu de 15,59 % et un poids relatif de 17,93 %, lui conservant sa place de troisième organisation syndicale.
Dans la fonction publique, à l’issue du scrutin organisé les 20 octobre et 22 novembre 2011, FO devient, avec près de 18 %, la troisième organisation dans toute la fonction publique. En 2022, elle dépasse la CFDT et devient la deuxième organisation de la fonction publique, restant première chez les fonctionnaires d'État.

## Histoire

### Origine de la scission de la CGT
Si la scission de la CGT n'a eu lieu qu'à la fin de l'année 1947, après des tensions qui sont montées dès la « bataille du charbon » de l'année 1946 puis les grèves de 1947 en France, démarrées dès le printemps, Force ouvrière est l'héritière de la branche dite « réformiste » de la CGT, syndicat qui a été, dès sa création en 1895, tiraillé entre une tendance « réformiste » et une tendance « révolutionnaire » puis communiste à partir des années 1920.
La Première Guerre mondiale, après le décès de Jean Jaurès, montre les premières divergences : la CGT est divisée entre une majorité (dont la direction) ralliée à l'Union sacrée et à l'effort de guerre, et une minorité, pacifiste, dénonçant la guerre et soulignant la nécessité de maintenir l'activité revendicative.
La tendance communiste, minoritaire jusqu'à la Libération, fait scission en 1921 (création de la CGTU) avant de renforcer ses positions au sein de la CGT réunifiée au moment du Front populaire. L'échec des grèves de 1938 contre Daladier affaiblit l'aile communiste de la CGT, finalement exclue en 1939 au moment de la signature du pacte germano-soviétique.
Après la Seconde Guerre mondiale, c'est la tendance réformiste (non communiste) qui se trouve en minorité et qui crée, en 1947, la Confédération générale du travail-Force ouvrière (CGT-FO).

#### Quelques dates
- 1921 : scission entre la CGT et la CGT-U (U comme « unitaire »), laquelle regroupe au départ les éléments (divers) de la CGT hostiles à la Guerre et se reconnaissant dans la perspective révolutionnaire ouverte en Russie. La CGTU devient l'instrument syndical du Parti communiste. La CGT redevient la centrale majoritaire, tandis que la CGTU se marginalise.
- 1936 : en mars, réunification de la CGT ; la division demeure toutefois dans les faits entre les « confédérés » et les « unitaires », issus de l'ex-CGTU.
- 1939 : exclusion des dirigeants de la CGT refusant de condamner le pacte germano-soviétique.
- 1943 : les « accords du Perreux » réunifient la CGT.
- 1947 : création de la CGT-FO.

### Naissance de Force ouvrière
En 1945, le rapport des forces au sein de la CGT est nettement favorable aux ex-unitaires, qui contrôlent 21 fédérations sur 30. Les ex-confédérés sont, eux, regroupés autour du journal clandestin Résistance ouvrière, créé en 1943, et autour de Léon Jouhaux, rentré de déportation le 8 mai 1945. Résistance ouvrière devient en 1945 l'hebdomadaire Force ouvrière,.

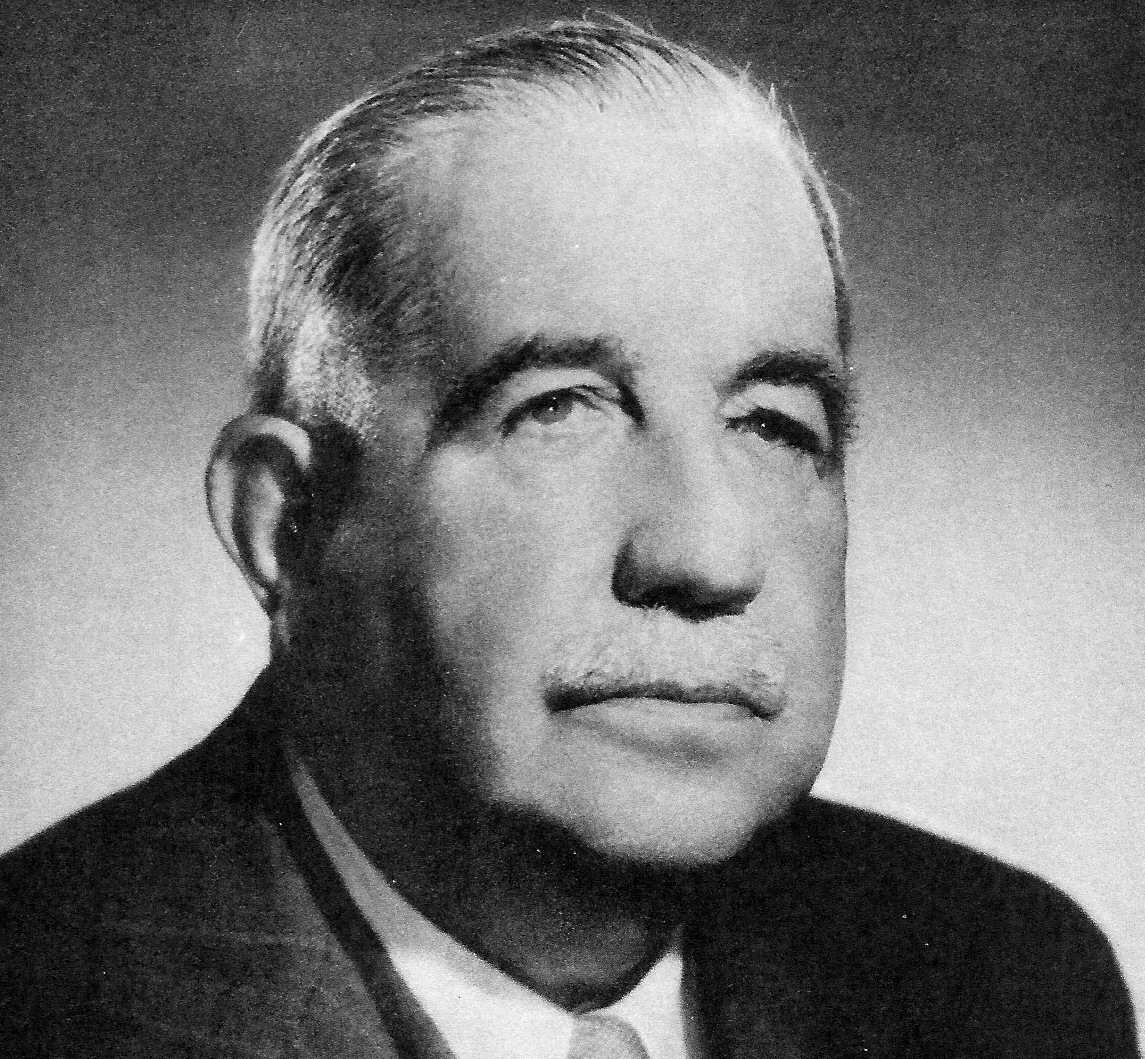
Léon Jouhaux en 1951

En mai 1947, à la suite du conflit de Renault, les ministres communistes sont exclus du gouvernement. En septembre, Moscou condamne le plan Marshall et exige de tous les partis communistes qu'ils suivent cette condamnation et rompent avec les gouvernements en place. La CGT se range lors de ces conflits du côté du PCF ce qui aggrave les dissensions entre les deux tendances au sein du syndicat. La tension consécutive à ces événements précipite la scission, qui se produit lors de la seconde conférence nationale des groupes FO, les 18 et 19 décembre 1947. Le 19 décembre, Léon Jouhaux et quatre secrétaires confédéraux quittent la CGT.
Le congrès constitutif a lieu le 12 avril 1948. Parallèlement, FO devient une des chevilles ouvrières de la Confédération internationale des syndicats libres (CISL), scission de la fédération syndicale mondiale rejetant l'influence communiste.
FO reçoit le soutien logistique et financier de syndicats belges, allemands, et de l'AFL-CIO américaine sous l'égide de son tout récent FTUC (Free Trade Union Committee) et d'Irving Brown,,, membre éminent de la CIA, cette dernière souhaitant alors « créer en France et en Italie des syndicats non communistes pour affaiblir la CGT et son homologue italienne, la CGIL. » Néanmoins, l'historien Michel Dreyfus récuse la rumeur selon laquelle ce syndicat aurait été créé avec l'aide des renseignements américains pour affaiblir l'influence communiste en France. Selon lui, « c'est le syndicalisme américain qui a aidé à la création de FO, mais de même que l'Union soviétique a aidé la CGT ».

### Développement de FO

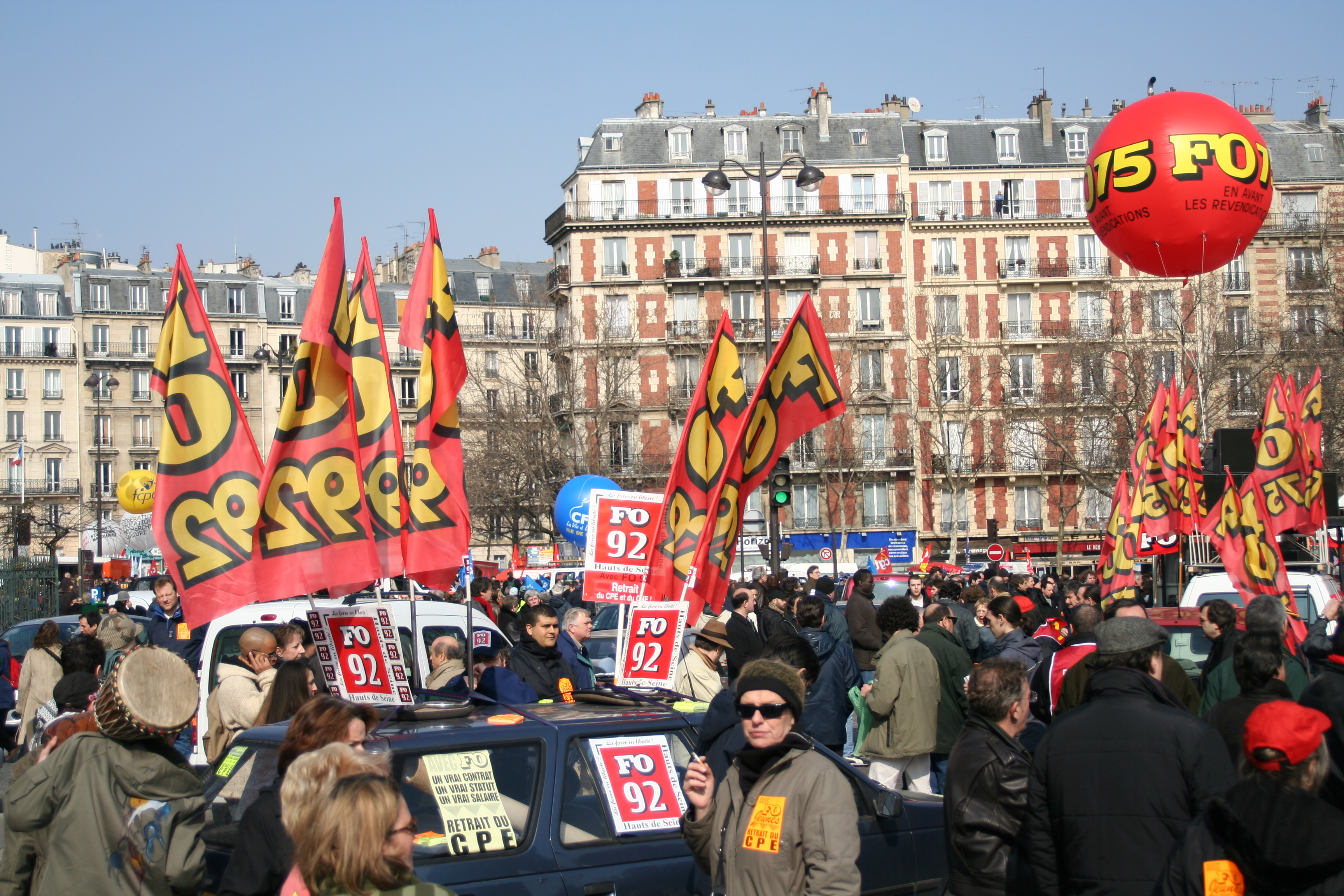
Cortège FO lors d'une manifestation anti-CPE en mars 2006.

Lors de sa création, en 1947, Léon Jouhaux et Robert Bothereau n'ont pas réussi à attirer la majorité du syndicat. La nouvelle organisation est particulièrement peu représentée dans le secteur privé.

#### Ère Bergeron
La deuxième époque de FO est marquée par le long mandat d'André Bergeron, qui érige en pratique constante la négociation contractuelle, marquant une grande défiance envers la CGT. Bien que membre du Parti socialiste, Bergeron entretient des rapports cordiaux avec les gouvernements gaullistes. Interlocuteur privilégié du pouvoir exécutif et des employeurs, FO joue un rôle modérateur pendant la crise de Mai 68. Elle s'oppose aux communistes comme au projet d'autogestion porté par la CFDT. Elle se montre également sceptique par rapport à l'Union de la gauche et à son Programme commun.
Concernant l'indépendance à l'égard du politique, un danger guettait FO dès sa naissance, à savoir sa dépendance à l'égard du parti socialiste (SFIO). Il aurait pu se faire qu'à la fin des années 1940 et dans les années 1950, FO soit dans l'orbite de la SFIO, comme la CGT l'était pour le PCF, et la CFTC pour le MRP. Même s'il y eut des ambiguïtés et d'inévitables compromissions, cela ne s'est pas réalisé. La tradition de la charte d'Amiens et de la vieille CGT comptait énormément dans l'esprit des militants qui ont fondé FO.
Deux autres facteurs comptent : d'abord, le gaullisme qui, installé au pouvoir, annihile la SFIO ; ensuite le congrès socialiste d'Épinay, en 1971, qui met fin à la SFIO, fonde le Parti socialiste (PS), et amène à la direction du PS « modernisé » un certain nombre de militants partageant plutôt les valeurs de la CFTC, devenue CFDT en 1964.
À la fin des années 1960 et dans les années 1970, FO prend plusieurs positions qui se veulent des manifestations de son indépendance et de son originalité dans le paysage syndical français et européen.
Ainsi, en 1969, FO appelle à voter « non » au référendum proposé par De Gaulle. Ce référendum a un double objectif : la mise en œuvre de la régionalisation et la création d'un Sénat corporatiste, associant dans une même chambre les représentants des intérêts économiques, c'est-à-dire patronat et syndicats. FO fait le rapprochement avec la charte du Travail du régime de Vichy.
En 1984, le syndicalisme enseignant à FO, jusqu'alors quasiment inexistant depuis 1948, se développe après le passage de militants venus de syndicats de la FEN, qui appartiennent notamment à la tendance EE-FUO, réputée proche du Parti des travailleurs, et dont le plus connu est Jean-Jacques Marie.
Après avoir longtemps été l'interlocuteur privilégié du patronat et du gouvernement, FO adopte dans les années 1980 un discours plus combatif, au motif que les négociations entraînaient désormais plus facilement des régressions sociales que des progrès.

#### Ère Blondel

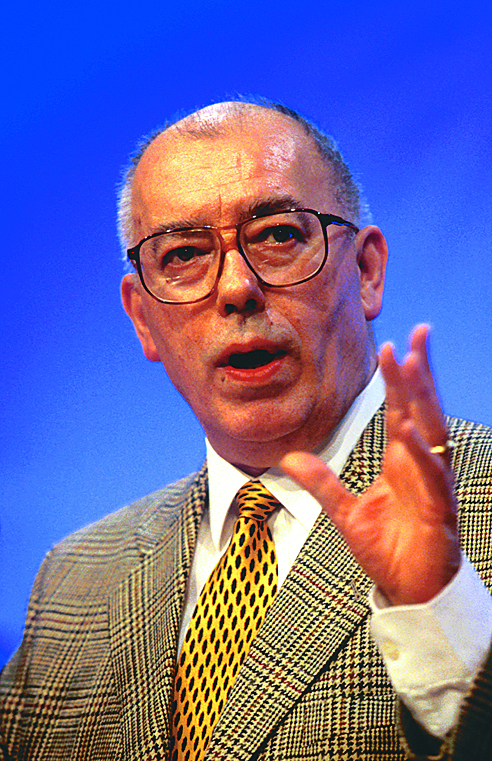
Marc Blondel en 2000.

Lorsque André Bergeron se retire en 1989, son dauphin Claude Pitous est battu par Marc Blondel élu nouveau secrétaire général. Blondel engage FO sur une voie plus combative, marquée notamment par le conflit de 1995 contre le plan Juppé et une symbolique poignée de main avec Louis Viannet, secrétaire général de la CGT.
À l'origine, au plan syndical, de la création de nombreuses structures de protection sociale collective (Unédic, retraites complémentaires, notamment), Force ouvrière a toujours considéré que la pratique contractuelle est un outil important pour construire et développer des droits collectifs à tous les niveaux (interprofessionnel, branches d'activité, entreprises). En ce sens, elle revendique avoir toujours combattu le « tout État » comme le « tout marché ».
Son objectif est de défendre le service public et la sécurité sociale comme des structures assurant des droits égaux aux citoyens en cohérence avec les valeurs républicaines. Cela explique le combat mené en 1995 contre la généralisation aux fonctionnaires et aux entreprises publiques (RATP, SNCF et EDF) des mesures imposées aux salariés du secteur privé par la réforme Balladur des retraites de 1993 ou les conflits avec le patronat sur la refondation sociale, qui est considérée comme la livraison au marché de toutes les structures collectives et solidaires. FO perd, à la suite de ce conflit, la présidence de la Caisse nationale d'assurance maladie (CNAM), après avoir déjà perdue celle de l'Unédic, dont hérite la CFDT.
En 1998, Jacques Mairé et Jean Grosset, respectivement secrétaire général et secrétaire général adjoint de l'union départementale de Paris, en désaccord avec la ligne suivie par la confédération, décident de rejoindre l'UNSA.
FO s'engage, en 2003, contre la loi Fillon sur les retraites et propose aux organisations syndicales la grève générale, proposition non reprise et ignorée par les médias de masse.

#### Ère Mailly

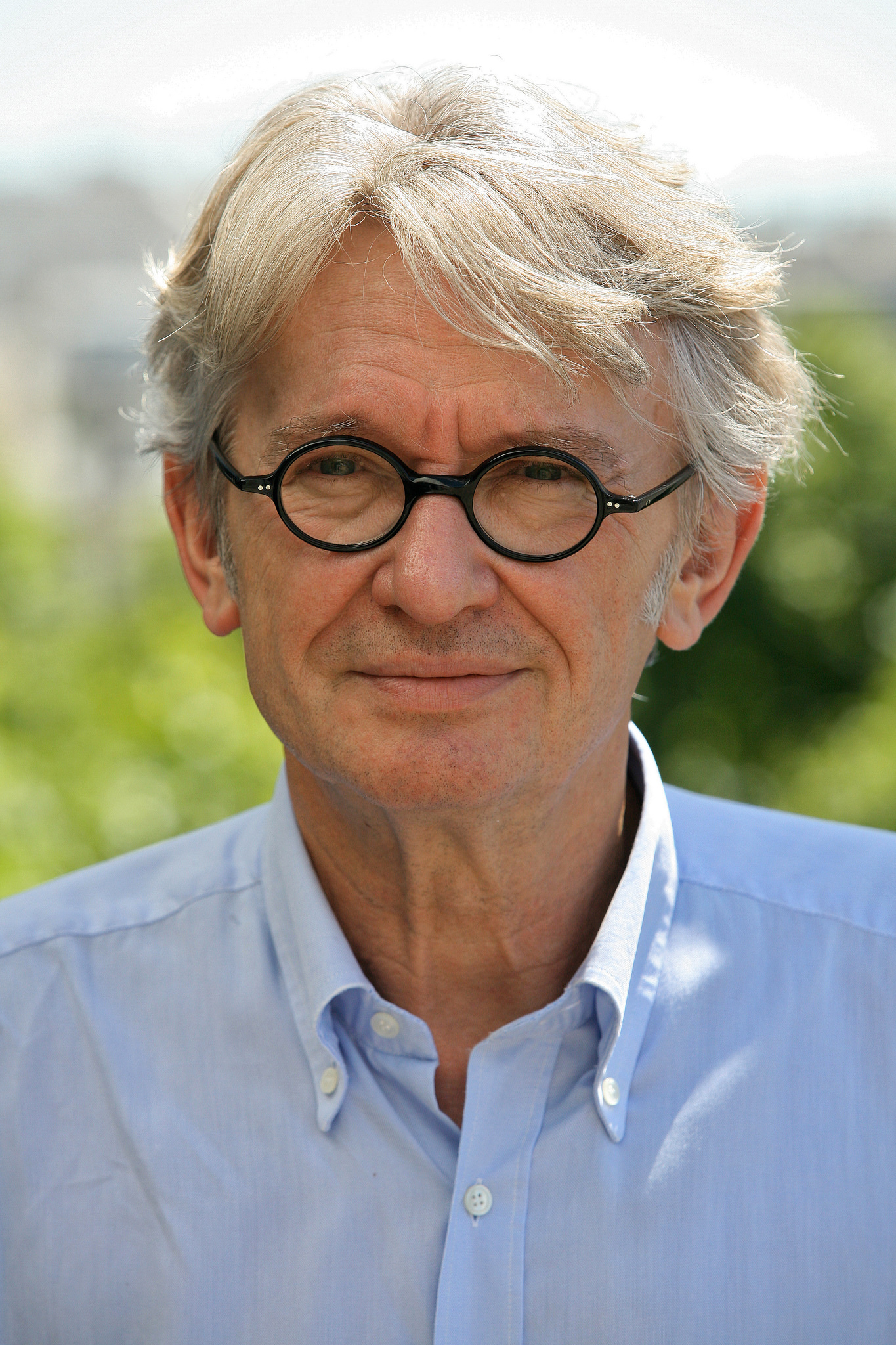
Jean-Claude Mailly en 2015.

En février 2004 lors du XXe congrès qui s'est réuni à Paris, Jean-Claude Mailly succède à Marc Blondel au poste de secrétaire général. Il est renouvelé à l'unanimité lors du XXIe congrès de Lille en 2007.
En 2008, FO n'est pas signataire du texte du 9 avril (appelé « position commune ») sur la représentativité syndicale. Ce texte, par son article 17, permet, selon la centrale, la dérogation du temps de travail et donc la remise en cause des 35 heures.

Ancien logo.

En 2010, FO formule des propositions pour réformer le système des retraites et participe aux cinq grandes journées de grèves et de manifestations. Le syndicat réclame une hausse des cotisations vieillesse et une taxation de nouveaux revenus du capital ; il propose notamment une taxe de 3 % sur les bénéfices non réinvestis et des cotisations sur l'intéressement, la participation et les stock-options. FO dénonce la plupart des mesures prises par le ministre du travail Éric Woerth dans la loi de réforme des retraites, demande le retrait du plan « Fillon-Sarkozy » et une négociation sur un nouveau plan intégrant les propositions et revendications des syndicats.
En février 2011, lors du XXIIe congrès confédéral qui se tient à Montpellier, Jean-Claude Mailly est reconduit à la tête de la Confédération puis, de nouveau, en février 2015, lors du XXIIIe congrès confédéral qui se tient à Tours.
En 2016, sur le sujet de la loi travail, FO s'associe au texte de l'intersyndicale critiquant le projet de loi et notamment l'absence de concertation gouvernementale. Par la suite, le syndicat a toutefois tergiversé, commençant par demander le retrait du texte, puis revenant dans la négociation avant de revenir sur la position de la demande de retrait. De même, une hésitation est notable sur le sujet des actions de blocage, puisque FO-Transports a appelé le 20 mai, ses militants à « suspendre » les blocages et les barrages filtrants avant que son secrétaire général n'annonce le 28 mai que le syndicat n'hésiterait pas à perturber l'Euro.
En avril 2017, dans l'entre-deux-tours de l'élection présidentielle de 2017, FO, fidèle à sa ligne historique, est le seul syndicat à ne pas donner de consigne de vote entre Marine Le Pen et Emmanuel Macron. Jean-Claude Mailly rappelle cependant dans un communiqué son « rejet de tout racisme, xénophobie ou antisémitisme ».

#### Depuis 2018

##### Pascal Pavageau

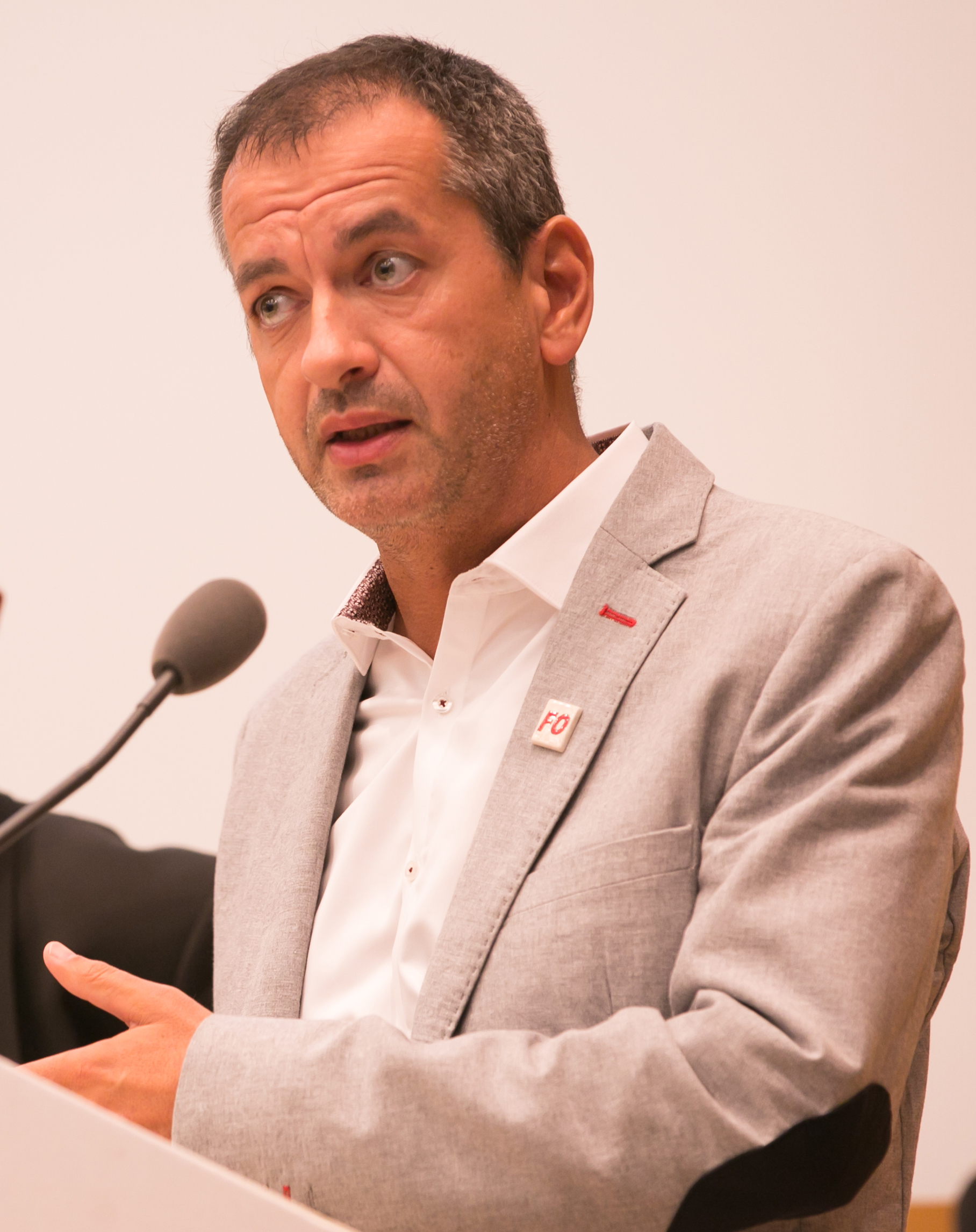
Pascal Pavageau en 2015.

Lors du congrès de Lille d'avril 2018 (XXIVe), Pascal Pavageau succède à Jean-Claude Mailly en tant que secrétaire général mais il démissionne le 17 octobre suivant poussé dehors par le scandale des fichiers occultes. Le Canard enchaîné révèle que 127 cadres de l'organisation font l'objet de fichage de la part de la direction du syndicat. Des adjectifs tels « niais », « bête », « homo », « brute », « dingue », « pas fiable » sont écrits. Après la publication de ce fichage, Pascal Pavageau démissionne. Ce dernier se confie dix mois plus tard, en septembre 2019, et avoue « regretter » le fichage tout en estimant « avoir la conscience tranquille »,,.

##### Yves Veyrier

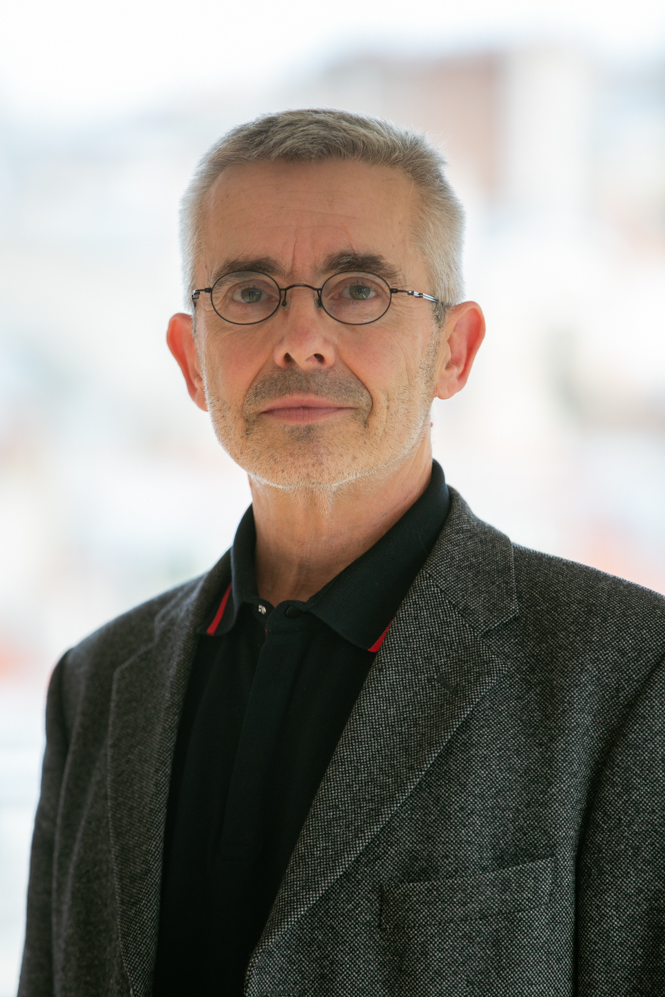
Yves Veyrier en 2018.

Le 22 novembre 2018, Yves Veyrier est nommé secrétaire général en marge du comité confédéral national. Il est le plus ancien membre du bureau confédéral qu'il a rejoint en 2004. Il se définit lui-même comme « réformiste militant ».

##### Polémique sur les frais des cadres dirigeants
Le 11 novembre 2018, Le Parisien révèle le montant des notes de frais des grands dirigeants du syndicat pour l'année 2017 : les 13 membres composant la direction du syndicat ont laissé 388 683 euros de notes, toutes remboursées par l'organisation, ce qui représente en moyenne 29 898 euros par personne. Jean-Claude Mailly aurait laissé des tickets de carte bancaire de plus de 2 000 euros sans aucun justificatif. Le journal affirme également que l'ancien dirigeant aurait touché pendant trois ans un salaire de plus de 100 000 euros brut annuels.
Le 17 novembre, la direction de FO conteste les chiffres sortis dans la presse, évoquant des « informations partielles, erronées et les amalgames conduisant à des interprétations fausses », affirmant que les notes de frais sont toutes justifiées. FO a toutefois indiqué ensuite que les modalités et règles de rémunération, ainsi que des défraiements seront mis à plat et actualisés en tant que de besoin lors d'un état financier complet qui sera bientôt mis en place.

##### Frédéric Souillot

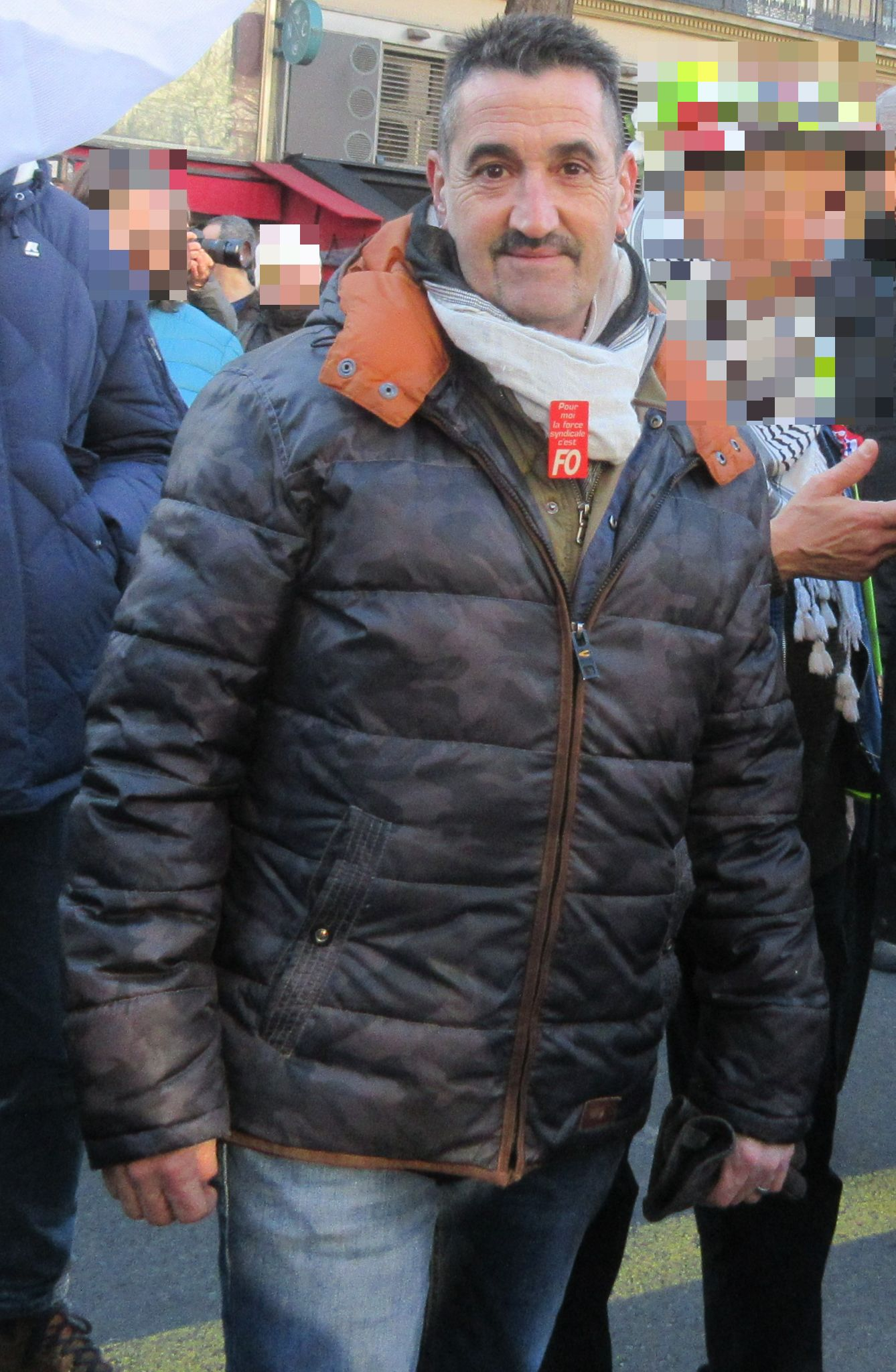
Frédéric Souillot lors de la manifestation du 7 2 2023 contre la réforme des retraites.

À l'issue du XXVe congrès de Force ouvrière, organisé du 30 mai au 3 juin 2022 à Rouen, le « réformiste » Frédéric Souillot, 54 ans, fils de gazier et petit-fils d'électricien, est élu secrétaire général en remplacement d'Yves Veyrier qui avait décidé de ne pas se représenter.
Il recueille 87,68 % des suffrages exprimés. Issu de la fédération de la métallurgie, Frédéric Souillot est membre du bureau confédéral depuis 2015. Il s'occupait des questions d'organisation.
Défenseur d'un retour de la retraite à 60 ans, il dit au lendemain de son élection vouloir faire de ce sujet « la mère des batailles ».

### Mouvement social de 2023
Dans le contexte politique et social très tendu du début des années 2020, Force ouvrière est l'un des piliers de l'intersyndicale nationale qui organise dix journées de manifestations dans 300 villes, avec de nombreuses grèves et occupations temporaires de péages et sites logistiques ou autoroutiers au centre du mouvement social contre le projet de réforme des retraites en France de 2023 et écrit à Emmanuel Macron pour demander des négociations, puis n'ayant pas été reçue, une médiation et une suspension de l'adoption du texte de loi.
Les syndicats affichent tout au long du mouvement leur autonomie par rapport aux partis politiques, une ligne qui a toujours été chère à Force ouvrière, Emmanuel Macron prétexte son souhait de « ne pas court-circuiter le travail parlementaire » pour refuser le 10 mars de rencontrer l'intersyndicale.

## Positions

### Opposition à la loi immigration et défense des travailleurs étrangers
En 2023, Force Ouvrière s'oppose comme d'autres syndicats aux mesures jugées discriminatoires à l'égard des personnes immigrées, comme en témoigne sa mobilisation contre le projet de loi Immigration, qu'elle qualifie de « texte contraire aux principes républicains » et d'atteinte à la dignité et aux droits fondamentaux des individus,,,.

### Demande de placement ségrégué des enfants handicapés
En janvier 2024, FO est à l'initiative d'une manifestation nationale contre l'« inclusion systématique » des élèves handicapés à l'école ordinaire, en estimant que les élèves handicapés sont maltraités à l'école française, et réclamant l'ouverture de davantage de place en établissement ségrégué médico-éducatif,. Le journaliste spécialiste du handicap Franck Seuret critique cette prise de position, notant que la majorité des personnes handicapées s'opposent à leur scolarisation ségréguée, et d'autres syndicats (dont APF France handicap) aussi.
Cette revendication est toujours soutenue par des enseignants syndiqués FO en 2025, notamment par un syndicat national unifié d'enseignants dans la région de Brest,, et à Sarreguemines en Moselle,.

## Structures

### Adhérents
Jusqu'en 2011, FO ne communique pas le nombre de ses adhérents. La Confédération syndicale internationale indique 800 000 adhérents. Certains analystes du syndicalisme français évaluent ce nombre à 300 000.
Dans un entretien avec le journal Les Échos à l'occasion du XXIIe congrès de l'organisation, Jean-Claude Mailly a estimé ce nombre à 500 000.
En 2022, toujours dans le journal Les Échos, Yves Veyrier réévalue ce nombre à 350 000.

### Fédérations
Force ouvrière revendique 15 000 implantations syndicales réparties sur tout le territoire (métropole et DOM-TOM avec 103 unions départementales), et dans tous les secteurs d'activité avec 26 fédérations professionnelles regroupées au sein de la Confédération Force ouvrière.
1. Fédération nationale de l'action sociale - Force ouvrière (Fnas-FO)
2. Fédération de l'administration générale de l'État - Force ouvrière (Fage-FO)
3. Fédération générale des travailleurs de l'agriculture, de l'alimentation, des tabacs et des services annexes - Force ouvrière (FGTA-FO)
4. Fédération générale - Force ouvrière (FG-FO)
5. Fédération syndicale Force ouvrière des cheminots (FO-Cheminots)
6. Fédération Force ouvrière de la coiffure, de l'esthétique et de la parfumerie (FO-Coiffure)
7. FO Défense
8. Fédération nationale de l'enseignement, de la culture et de la formation professionnelle - FO
9. Fédération des employés et cadres - Force ouvrière
10. Fédération nationale de l'énergie et des mines - Force ouvrière
11. Fédération de l'équipement, de l'environnement, des transports et des services - Force ouvrière
12. Fédération des Finances - Force ouvrière
13. Fédération générale des fonctionnaires - Force ouvrière
14. Fédération Force ouvrière de la chimie
15. Fédération du livre - Force ouvrière (Livre FO)
16. FO Métaux
17. Fédération nationale FO de la pharmacie
18. Syndicat général de la police-Force ouvrière
19. FO communication
20. Fédération Force ouvrière des personnels des services publics et des services de santé
21. FO Textiles
22. Fédération nationale des transports et de la logistique Force ouvrière - UNCP
23. Fédération des arts, des spectacles, de l’audiovisuel, de la presse, de la communication et du multimédia - Force ouvrière (Fasap-FO)
24. Union des cadres et ingénieurs - Force ouvrière (FO-Cadres[51])
25. Fédération Force ouvrière des voyageurs et représentants placiers

### Direction
Force ouvrière n'a eu qu'un seul président, Léon Jouhaux (prix Nobel de la paix en 1951), de 1948 à 1954. L'organisation est, depuis, dirigée par un secrétaire général assisté de secrétaires confédéraux.
| 1948-1963 | Robert Bothereau   |
| 1963-1989 | André Bergeron     |
| 1989-2004 | Marc Blondel       |
| 2004-2018 | Jean-Claude Mailly |
| 2018      | Pascal Pavageau    |
| 2018-2022 | Yves Veyrier       |
| 2022-     | Frédéric Souillot  |

### Participation aux structures internationales
Au plan européen et mondial, Force ouvrière est membre de la Confédération européenne des syndicats (CES) et de la Confédération syndicale internationale (CSI). FO participe aux travaux du Comité syndical consultatif auprès de l'OCDE (TUAC). Elle est également impliquée dans les « activités pour les travailleurs » de l'Organisation internationale du travail à Genève.

## Représentativité
Force ouvrière faisait partie des cinq confédérations de syndicats de salariés français considérées, jusqu'au 31 décembre 2012, comme représentatives par l’État, en application de l'arrêté du 30 mars 1966, et bénéficie de ce fait, jusqu'à la fin de la période transitoire mise en place par la loi du 20 août 2008 « portant rénovation de la démocratie sociale » d'une présomption irréfragable de représentativité.

### Élections en entreprise
Désormais, ce sont les élections en entreprise qui conditionnent la représentativité, au niveau des entreprises de plus de 10 salariés dès l'entrée en vigueur de la loi de 2008, ainsi que dans les branches professionnelles et au niveau interprofessionnel. Il faudra toutefois attendre le 1er janvier 2014, avec les conclusions de la direction générale du travail, qui effectue l'agrégation des résultats des élections professionnelles en entreprise, ainsi que le scrutin organisé dans les entreprises de moins de 10 salariés (TPE) fin 2012 et les élections du secteur agricole début 2013, pour déterminer la représentativité syndicale par branches professionnelles ainsi qu'au niveau national.
Selon les chiffres du Haut conseil du dialogue social publiés en mars 2017, la CFDT se hisse pour la première fois en tête des élections professionnelles tenues de 2013 à 2016 avec 26,37 % des voix (+ 0,37 par rapport à 2013) devant la CGT 24,85 % (- 1,92 point), FO 15,59 % (- 0,35), la CFE-CGC 10,67 % (+ 1,24 point), la CFTC 9,49 % (+ 0,19), l’UNSA 5,35 % (+ 1,09) et Solidaires 3,46 % (- 0,01). Le poids relatif (retenu pour les seules organisations représentatives au niveau national est de 30,32 % pour la CFDT, 28,57 % pour la CGT, 17,93 % pour FO, 12,27 % pour la CFE-CGC et 10,91 % pour la CFTC.

### Élections prud'homales
En 2008, Force ouvrière subit un effritement par rapport aux élections prud'homales de 2002.
| Organisation syndicale | 1987  | 1992  | 1997  | 2002  | 2008    |
| ---------------------- | ----- | ----- | ----- | ----- | ------- |
| FO                     | 20,50 | 20,46 | 20,55 | 18,28 | 15,81 % |

| Collège            | 2002    | 2008    |
| ------------------ | ------- | ------- |
| Industrie          | 19,6 %  | 17,6 %  |
| Commerce           | 20,3 %  | 17,1 %  |
| Agriculture        | 17,7 %  | 16,2 %  |
| Activités diverses | 19,0 %  | 15,7 %  |
| Encadrement        | 9,5 %   | 9,3 %   |
| Global             | 18,28 % | 15,81 % |